# Михаел Баур
Михаел Баур (Инзбрук, 16. април 1969) бивши је аустријски фудбалер.

## Каријера
Током каријере је играо за FC Tirol Innsbruck, ASKÖ Pasching, LASK Linz и многе друге клубове.

## Репрезентација
За репрезентацију Аустрије дебитовао је 1990. године. Наступао је на Светском првенству (1990) с аустријском селекцијом. За тај тим је одиграо 40 утакмица и постигао 5 голова.

## Статистика
| Аустрија | Аустрија | Аустрија |
| Година   | Наступи  | Голови   |
| -------- | -------- | -------- |
| 1990.    | 2        | 0        |
| 1991.    | 7        | 0        |
| 1992.    | 7        | 1        |
| 1993.    | 6        | 1        |
| 1994.    | 1        | 0        |
| 1995.    | 0        | 0        |
| 1996.    | 0        | 0        |
| 1997.    | 0        | 0        |
| 1998.    | 0        | 0        |
| 1999.    | 0        | 0        |
| 2000.    | 2        | 1        |
| 2001.    | 8        | 2        |
| 2002.    | 7        | 0        |
| Укупно   | 40       | 5        |